# Yechezkel Chazom
Yechezkel Chazom (Iraque, 1947 – 21 de março de 2023) foi um futebolista israelense, que atuava como atacante.

## Carreira
Yechezkel Chazom fez parte do elenco da histórica Seleção Israelense de Futebol da Copa do Mundo de 1970. 

## Morte
Chazom morreu em 21 de março de 2023 aos 76 anos.